# Rede urbana
A rede urbana é a malha de cidades de um país. A rede urbana de um país possui cidades posicionadas em diferentes escalas de uma hierarquia de cidades que pode ir desde cidade global, metrópole nacional, metrópole estadual, metrópole regional, até cidades médias e pequenas. A urbanização de uma sociedade origina uma rede urbana, isto é, um sistema integrado de cidades que vai das pequenas ou locais às metrópoles ou cidades gigantescas. O padrão geral observado em diversos países é que para diversas (em alguns casos milhares) de pequenas cidades, existem centenas de cidades médias e poucas metrópoles. 
A definição de quais características são típicas de uma cidade em cada uma dessas classificações (e.g. cidade media, metrópole regional, metrópole nacional e global) pode variar de acordo com a metodologia de classificação de cada estudo. 
No caso brasileiro, desde 1966 o IBGE atualiza a cada 2 anos sua pesquisa sobre a rede de cidades do país com o estudo intitulado "Regiões de Influência das Cidades" .

## Tipos de rede urbana
- Cidade global: termo que designa, em geografia urbana, a grande cidade, de funções complexas, que exerce influência sobre a área contígua, dentro da qual comanda toda uma rede de cidades maiores.

- Metrópole: é uma cidade de elevado desenvolvimento urbano que organiza em torno de si uma centralidade responsável por estabelecer uma rede composta por cidades a ela dependentes, compondo uma densa rede urbana, onde se concentram as principais atividades, empregos e capitais de uma determinada região.

- Médias e pequenas cidades: uma cidade grande e muito popularizada , que se diferencia de vilas e outras entidades urbanas por meio de vários critérios, os quais incluem população, densidade populacional ou estatuto legal, embora sua clara definição não seja precisa, sendo alvo de discussões diversas. A população de uma cidade varia entre as poucas centenas de habitantes até a dezena de milhão de habitantes. As cidades são as áreas mais densamente povoadas do mundo.